# Сборная России по корфболу
Сборная России по корфболу — национальная команда, представляющая Россию на соревнованиях по корфболу. Управляется Федерацией корфбола России. Член Международной федерации корфбола с 1997 года. 
По состоянию на январь 2017 года занимала 11-е место.

## Достижения
| Чемпионаты мира |                     |                    |            |
| Год             | Чемпионат           | Место проведения   | Достижение |
| 2007            | 8-й чемпионат мира  | Чехия, Брно        | 6-е место  |
| 2011            | 9-й чемпионат мира  | Китай, Шаосин      | 6-е место  |
| 2015            | 10-й чемпионат мира | Бельгия, Антверпен | 8-е место  |

| Всемирные игры |                    |                              |            |
| Год            | Чемпионат          | Место проведения             | Достижение |
| 2009           | 8-е Всемирные игры | Китайская Республика, Гаосюн | 4-е место  |
| 2013           | 9-е Всемирные игры | Колумбия, Кали               | 6-е место  |

| Чемпионаты Европы |                      |                      |            |
| Год               | Чемпионат            | Место проведения     | Достижение |
| 2006              | 3-й чемпионат Европы | Венгрия, Будапешт    | 7-е место  |
| 2010              | 4-й чемпионат Европы | Нидерланды           | 8-е место  |
| 2014              | 5-й чемпионат Европы | Португалия, Мая      | 6-е место  |
| 2016              | 6-й чемпионат Европы | Нидерланды, Дортрехт | 8-е место  |

| Евробоул (Группа B чемпионата Европы) |              |                     |            |
| Год                                   | Чемпионат    | Место проведения    | Достижение |
| 2005                                  | 1-й Евробоул | Каталония, Террасса | 2-е место  |

## Состав сборной
На чемпионат мира 2011
| - Елена Давыдова - Елена Дорогавцева - Марина Шепарнева - Анастасия Герасимова - Наталия Играшкина - Марина Одереева - Елена Разина - Анастасия Спиридонова - Зоя Ягудаева |  | - Александр Родин - Дмитрий Казачков - Дмитрий Петрухин - Сергей Усачёв - Павел Мазаев - Александр Артамонов - Богдан Безотосный - Денис Полулях |

Главный тренер:  Николай Подрезов